# Sojuz 34
Sojuz 34 – radziecka misja na stację kosmiczną Salut 6. Pojazd wystrzelono bez załogi. Na jego pokładzie wróciła trzecia długoterminowa załoga Saluta.

## Załoga

### Start
Statek wystartował bez załogi.

### Lądowanie
- Władimir Lachow (1) - ZSRR
- Walerij Riumin (2) - ZSRR

Załoga Sojuza 32

## Przebieg misji
Pojazd wystrzelono po niepowodzeniu misji Sojuza 33 w celu zapewnienia pozostającej na pokładzie stacji załodze pojazdu powrotnego. Zgodnie bowiem z pierwotnym planem załoga miała wrócić właśnie na pokładzie Sojuza 33. Zespół napędowy statku kosmicznego zmodyfikowano, aby nie dopuścić do powtórzenia się awarii jaka miała miejsce podczas poprzedniej wyprawy. Lachow i Riumin wylądowali po 175 dniach pobytu w przestrzeni kosmicznej. Był to nowy rekord czasu trwania załogowej wyprawy w kosmos.